# Jan Jansz de Jonge Stampioen
Jan Jansz de Jonge Stampioen (também Jan Jansz Stampioen o Jovem; Rotterdam, 1610 – Arras, França, 1653) foi um matemático neerlandês.

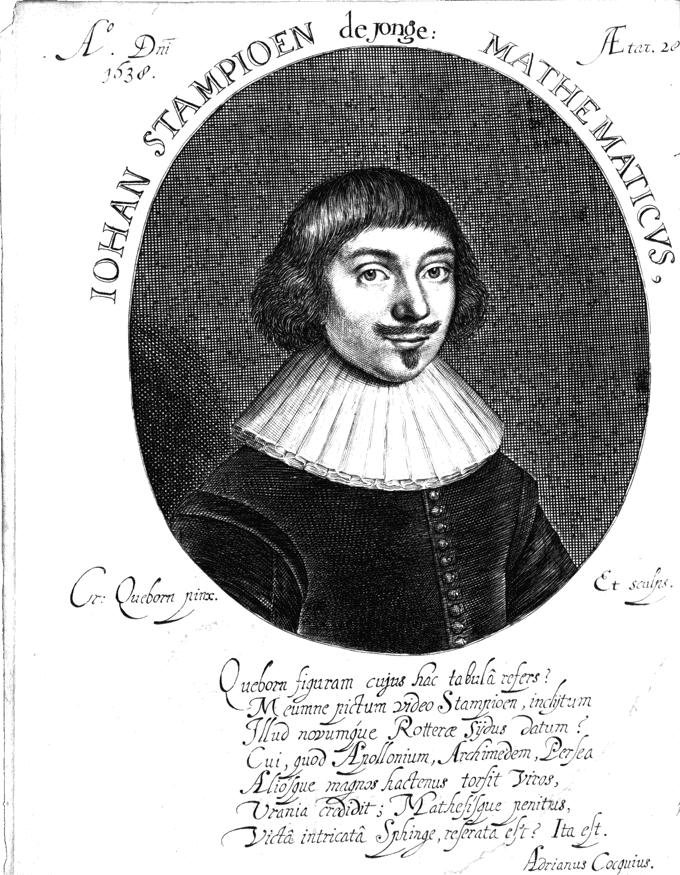
Stampioen, por Adrianus Cocquius 1638

## Formação e carreira
Seu pai era agrimensor, cartógrafo e fabricante de instrumentos astronômicos. Stampioen lecionou matemática em Rotterdam e publicou um tratado sobre trigonometria esférica em 1632 (em dois livros, um com uma nova edição das tabelas senoidais de Frans van Schooten de 1627), mostrando influências de Albert Girard. Em 1638 foi para Haia como professor particular de Guilherme II, Príncipe de Orange. Também abriu lá uma casa impressora e uma livraria, onde publicou seus próprios tratados de matemática.
Em 1639 publicou um livro de álgebra (Algebra ofte Nieuwe Stelregel), que também tratou de equações cúbicas de acordo com Niccolò Fontana Tartaglia e Girolamo Cardano, e um tratado no qual abordou um problema que havia sido anteriormente colocado por ele mesmo (o que era costumeiro na época) sob um pseudônimo (Johan Baptista aus Antwerpen), que levou à solução de uma equação cúbica. Em um dos problemas apresentados desenvolveu-se uma disputa com o agrimensor Jacob Waessenaer de Utrecht e René Descartes, que não falava bem sobre Stampioen, pois ele lhe desafiou com um problema geométrico em 1632 que envolvia a solução de uma equação do quarto grau, rejeitando a solução de Descartes. Waessenaer tornou-se então um protegido de Descartes e através dele Descartes lançou uma crítica ao livro de álgebra de Stampioen, que era semelhante à geometria de Descartes, havia sido publicado pela mesma editora e no qual ele desafiava os próprios métodos de Descartes. A disputa se arrastou por dois anos. Stampioen finalmente desafiou Waessenaer com uma aposta de 600 florins para resolver um problema (os lucros deveriam ir para os pobres em Leiden). Os árbitros (incluindo Frans van Schooten e Jacobus Golius) decidiram em 1640 a favor de Waessenaer.
Descartes também se expressou depreciativamente em cartas a Constantijn Huygens sobre Stampioen, descrevendo-o como um charlatão e matemático medíocre.
Em 1644 foi professor de Christiaan Huygens e seu irmão Constantijn. Também lecionou para Elisabete do Palatinado, filha do "Rei do Inverno" Frederico V, Eleitor Palatino e mais tarde abadessa em Herford. Além de seus livros e panfletos, alguns de seus maps são conhecidos. Em 1651 foi para os Países Baixos Espanhóis e trabalhou para o governador Leopoldo Guilherme da Áustria.
Às vezes é confundido com seu pai de mesmo nome, um cartógrafo, ou com seu filho Nicolaes Stampioen, que em 1689 fazia parte de uma comissão que julgava soluções apresentadas para o problema da longitude (razão pela qual às vezes se suspeitou de uma morte depois de 1689). Mas Stampioen morreu em uma explosão de pólvora em Arras em 1653. Isso emerge de uma declaração notarial em Rotterdam em 1681, e no testamento de seu pai em 1660 ele é descrito como morto.